# 紅毛港朝鳳寺
22°35′10″N 120°20′37″E / 22.586053°N 120.343665°E
紅毛港朝鳳寺，是位於臺灣高雄市鳳山區的寺廟，主祀觀音佛祖。原廟址在小港區的紅毛港姓洪仔聚落，故又稱「姓洪仔廟」。過去朝鳳寺祭祀圏廣大，五營神將守護的範圍涵蓋了濟天宫與朝天宮。紅毛港諸廟遷址重建時，朝鳳寺也是最早落成的廟宇。此外原本的紅毛港福德祠在遷村後，與朝鳳寺合併。

## 沿革
根據廟方說法，朝鳳寺的歷史可追溯至乾隆廿二年（1757年）。學者謝貴文認為根據《重修鳳山縣志》記載，「萬丹」、「岐後」（旗後）、「大林蒲」等處有發達的漁業活動，在「岐後」（旗後）與「大林蒲」之間的紅毛港地區當時很可能也有相當規模的漁業聚落，故有建廟之事應屬合理。而在紅毛港各個角頭廟之中，朝鳳寺也是唯一一間有被記載在光緒廿年（1894年）《鳳山縣采訪冊》的寺廟。此外建廟年代，也有乾隆十年（1745年）和光緒十六年（1890年）之說。
而朝鳳寺的起源，據說是當初漁民在海上打撈到一尊觀音像，遂帶回聚落供奉，之後因相當靈驗，遂建廟供奉。而除了洪姓居民之外，早期信徒也有蘇姓與張姓居民，後來蘇姓信徒擲筊另建他廟，是為蘇、張兩姓共同祭祀的朝天宮。光緒十六年（1890年），有信徒洪溥募修。
最初朝鳳寺的建物相當簡陋，後來有過修建。根據民國39年（1950年）留下的舊照片，當時的朝鳳寺是磚造平房式建築。民國63年（1974年）發起重建，蓋成兩層樓的大廟，面積是遷村前紅毛港各廟之最，而當時建成的廟貌也是遷村前最後的樣子。
紅毛港遷村後，朝鳳寺在民國96年（2007年）10月27日舉行遷廟大典，儀式中有一需要20人左右才能舞動的大型龍陣，其特別之處是龍身用漁網做成，各節用魚簍當骨架，展現紅毛港原本的漁村特色。此外朝鳳寺與福德祠兩廟合併，兩廟原本就相距不遠，且管理委員都是洪姓宗親，在請示神明之後遂將兩廟合一。新廟工程於民國97年4月8日開始，於民國100年（2011年）1月5日舉行祈安慶成入火安座大典，是紅毛港諸廟中最早完成遷建者。

## 紅毛港福德祠
紅毛港福德祠是紅毛港一間專祀福德正神的廟宇，相傳建於清道光五年（1825年），另有道光元年（1821年）之說。據說福德祠舊址原有一大茄苳樹，受居民膜拜，之後建祠供奉福德正神。原是竹寮，日治時期改建成水泥砌磚單門小廟。二次大戰後在民國卅八年（1949年）置供桌，民國六十七年（1978年）新建廟宇。此外該廟後方在日治時期祠是寬約5、6公尺的紅毛港渡口碼頭。而在遷村之後，福德祠與朝鳳寺合併。
紅毛港福德祠每三年會前往屏東恆春高山巖福德宮進香，兩廟的福德正神結為兄弟關係。

## 祭祀
朝鳳寺過去將觀音佛祖與天上聖母並列為主神，而觀音又位在龍（大）邊。而傳統觀音聖誕是在農曆二月十九，天上聖母聖誕是在三月廿三，連續兩個月有重大活動對信徒負擔太重，信徒在擲筊請示得到同意之後，統一在三月廿八慶祝神明聖誕。不過在新廟中，不同過去將兩神一起供奉在中央神龕，而是觀音居中，天上聖母在左，觀音右方則是溫府千歲。在此之外，朝鳳寺還供奉有池府千歲、註生娘娘、城隍尊神、中壇元帥、福德正神等神明。其中福德正神來自紅毛港福德祠。
朝鳳寺每四年會擴大慶祝神誕，前往鳳邑舊城城隍廟、大崗山超峰寺、大社三奶壇碧雲宫、臺南南鯤鯓代天府、雲林北港朝天宮等廟進香或會香。

### 五營
遷村前朝鳳寺有內外五營，遷村後只剩下內五營 。過去外五營涵蓋的範圍，包含了濟天宫與朝天宮。

## 其他
過去醫藥不發達的時代，朝鳳寺的信徒在生病時會試著來廟中祈求「金丹」，也就是將神像刮下一點木屑，泡杯水一起服下。

## 外部連結
- 官方网站 （页面存档备份，存于）
- 紅毛港朝鳳寺的Facebook專頁